# جون بف (سياسي أمريكي)
جون بف (بالإنجليزية: John Pugh)‏ هو سياسي أمريكي، ولد في 2 يونيو 1761 في الولايات المتحدة، وتوفي في 13 يوليو 1842. انتخب عضو مجلس نواب بنسيلفانيا وانتخب عضو مجلس النواب الأمريكي.